# Circondario di Saalfeld-Rudolstadt
Il circondario di Saalfeld-Rudolstadt (in tedesco Landkreis Saalfeld-Rudolstadt) è un circondario della Turingia, in Germania.

Comprende 9 città e 32 comuni.

Capoluogo e centro maggiore è Saalfeld/Saale.

## Suddivisione amministrativa

### Città e comuni
Tra parentesi gli abitanti al 31 dicembre 2021, il capoluogo della comunità amministrativa è contrassegnato da un asterisco.
Città e comuni indipendenti
1. Bad Blankenburg, città (6 075)
2. Leutenberg, città (2 030)
3. Rudolstadt, città (24 450)
4. Saalfeld/Saale, città (28 772)
5. Uhlstädt-Kirchhasel (5 595)
6. Unterwellenborn (8 320)

Comuni con funzione di comunità amministrativa (Erfüllende Gemeinde)

1. Kaulsdorf (2 340), amministra i comuni di
  1. Altenbeuthen (205)
  2. Drognitz (611)
  3. Hohenwarte (159)
2. Königsee, città (7 277), amministra i comuni di
  1. Allendorf (325)
  2. Bechstedt (146)

### Comunità amministrative (Verwaltungsgemeinschaft)
- Verwaltungsgemeinschaft Schiefergebirge (6 227)

1. Gräfenthal, città (1 878)
2. Lehesten, città (1 596)
3. Probstzella * (2 753)

- Verwaltungsgemeinschaft Schwarzatal (8 437)

1. Cursdorf (594)
2. Deesbach (326)
3. Döschnitz (223)
4. Katzhütte (1 267)
5. Meura (404)
6. Rohrbach (182)
7. Schwarzatal, città, Landgemeinde * (3 427)
8. Schwarzburg (501)
9. Sitzendorf (759)
10. Unterweißbach (754)